# Saint-Fargeau-Ponthierry
Saint-Fargeau-Ponthierry település Franciaországban, Seine-et-Marne megyében. Lakosainak száma 15 117 fő (2022. január 1.). Saint-Fargeau-Ponthierry Boissise-le-Roi, Nandy, Pringy, Saint-Sauveur-sur-École, Seine-Port, Auvernaux, Le Coudray-Montceaux és Nainville-les-Roches községekkel határos.

## Népesség
A település népessége az elmúlt években az alábbi módon változott:
| Lakosok száma | 13 497 | 14 172 | 14 538 | 14 206 | 14 109 | 14 121 | 14 315 | 14 516 | 15 117 |
|               | 2013   | 2015   | 2016   | 2017   | 2018   | 2019   | 2020   | 2021   | 2022   |